# César-díjak 2009
A 34. César-díj átadó ünnepségre 2009. február 27-én került sor a párizsi Châtelet Színházban. Az ünnepség elnöke Charlotte Gainsbourg színésznő volt.
A francia filmes szakma mintegy 3700 képviselőjének szavazata alapján összeállított jelölések listáját 2009. január 23-án hozták nyilvánosságra. Annak érdekében, hogy "jobban bemutathassák a francia filmművészet gazdagságát és sokszínűségét, és hogy felértékeljék azokat a külföldi alkotásokat, amelyek francia nyelven készülnek" az Akadémia 2008 novemberében két ponton módosította a jelölés szabályait:
- A legjobb film kategóriában a jelölések számát ötről hétre emelte;
- a legjobb külföldi film kategóriában a jelölések számát ugyancsak ötről hétre emelte; két helyet francia nyelvű külföldi filmeknek tartva fenn.[1]

A legtöbb jelölést (10) Jean-François Richet Halálos közellenség – Public Enemy című akciófilmje kapta. 9-9 jelöléssel, nem sokkal maradt el tőle Arnaud Desplechin Karácsonyi történet, Rémi Bezançon Hátralévő életed első napja, valamint Martin Provost Séraphine című alkotása. Posztumusz jelölték a legjobb színész kategóriában a 2008-ban elhunyt Guillaume Depardieut, a Versailles főszerepében nyújtott alakításáért.
A César-gála nagy nyertese a Séraphine lett, összesen 7 Césart nyert, közte a legjobb filmnek, a legjobb eredeti forgatókönyvnek, a legjobb operatőrnek és – Yolande Moreau révén – a legjobb színésznőnek járó díjakat. A legnagyobb favorit lett a nagy vesztes: mindössze három Césart sikerült begyűjtenie, köztük a legjobb rendező, valamint a főszereplő, Vincent Cassel részére a legjobb színész díjakat. A legjobb külföldi film kategóriában az izraeli-német-francia-amerikai koprodukcióban készített és az izraeli Ari Folman által forgatott Libanoni keringő olyan alkotásokat előzött meg, mint Sean Penn Út a vadonba, Paul Thomas Anderson Vérző olaj, vagy a belga Dardenne testvérek Lorna csendje című filmjei.
Ez évben – életműve elismeréseként – a tiszteletbeli Césart Dustin Hoffman vehette át Emma Thompson brit színésznőtől.
A díjátadó ünnepségen megemlékeztek a 2009. január 10-én, 94 éves korában elhunyt  Georges Cravenne-ről, a francia Filmművészeti és Filmtechnikai Akadémia alapítójáról és tiszteletbeli elnökéről. Az ő kezdeményezésére hozta létre az Akadémia a César-díjat 1976-ban. Ugyancsak megemlékeztek a közelmúltban elhunyt Christian Fechner filmproducerről, valamint Claude Berri színész-rendező-producerről.

## Díjazottak és jelöltek
| Díjak                            | Díjazottak és jelöltek |
| -------------------------------- | --- |

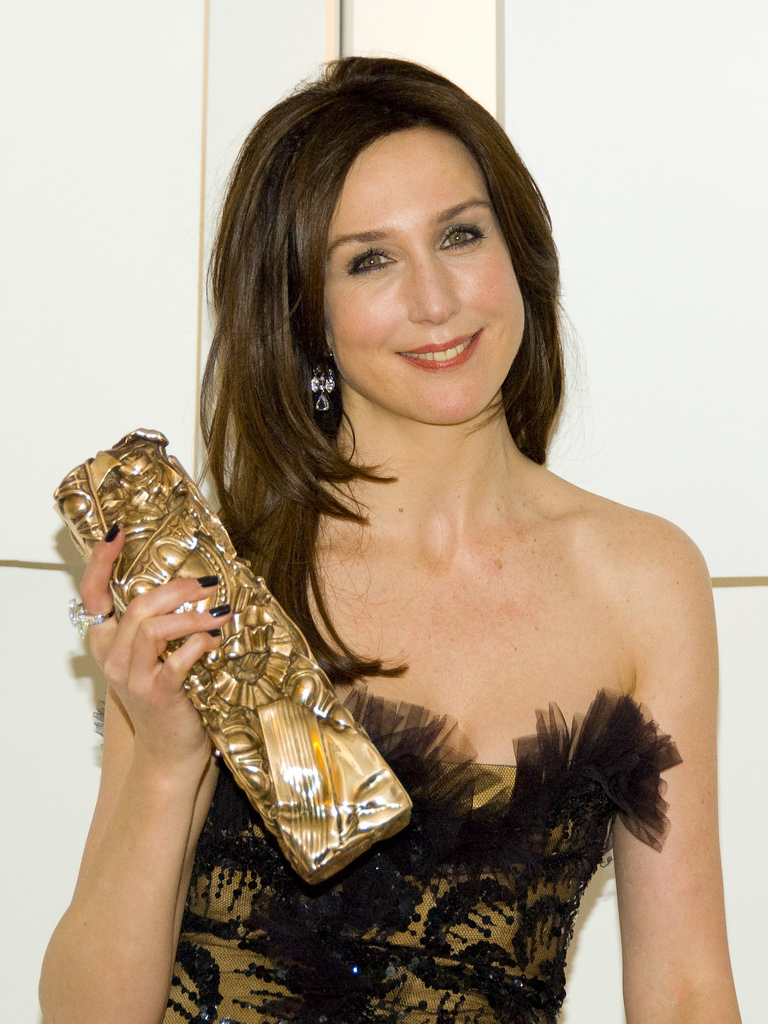
Elsa Zylberstein, a legjobb mellékszereplő színésznő

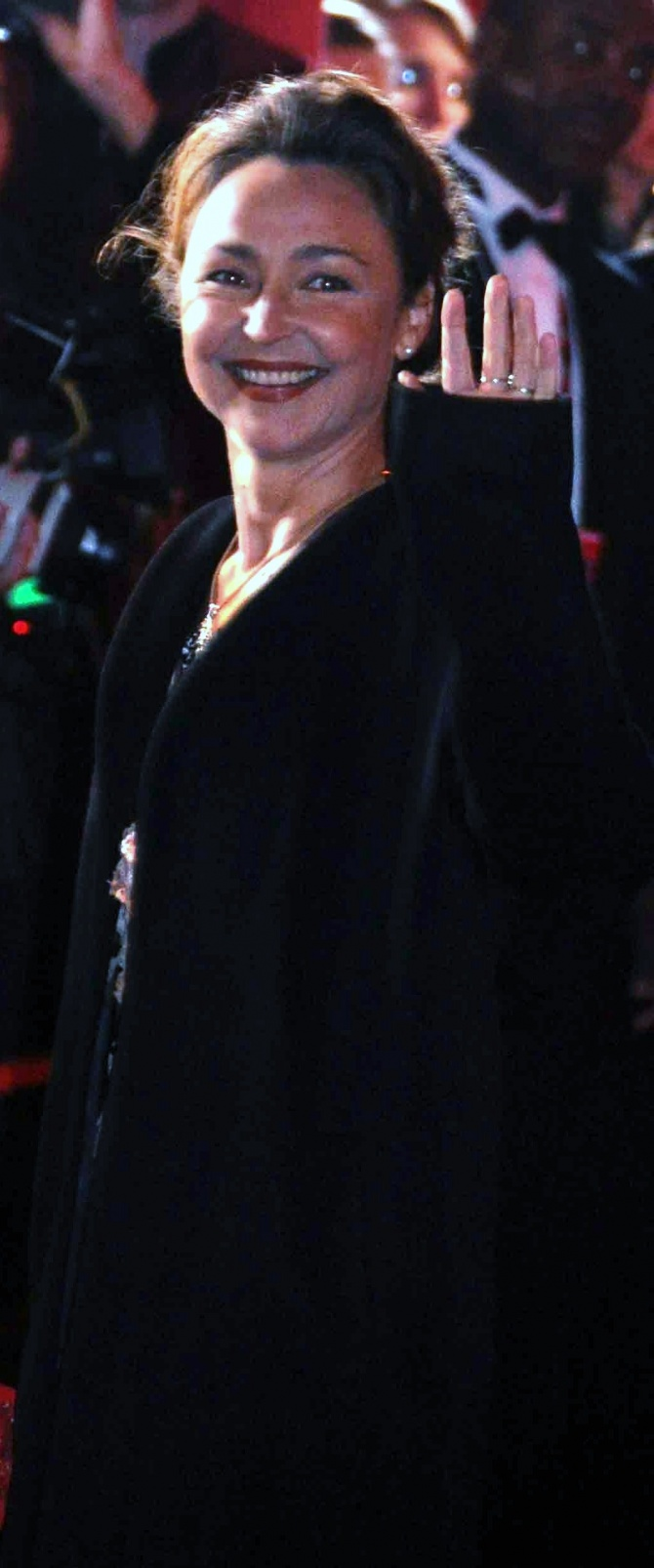
A legjobb színésznőnek jelölt Catherine Frot

| Legjobb film                     | - Séraphine, rendezte: Martin Provost - Az osztály (Entre les murs), rendezte: Laurent Cantet - Halálos közellenség – Public Enemy (Mesrine: L'instinct de mort), rendezte: Jean-François Richet - Hátralévő életed első napja (Le premier jour du reste de ta vie), rendezte: Rémi Bezançon - Karácsonyi történet (Un conte de Noël), rendezte: Arnaud Desplechin - Oly sokáig szerettelek (Il y a longtemps que je t'aime), rendezte: Philippe Claudel - Párizs (Paris), rendezte: Cédric Klapisch              |
| Legjobb rendező                  | - Jean-François Richet – Halálos közellenség – Public Enemy (Mesrine: L'instinct de mort) - Rémi Bezançon – Hátralévő életed első napja (Le premier jour du reste de ta vie) - Laurent Cantet – Az osztály (Entre les murs) - Arnaud Desplechin – Karácsonyi történet (Un conte de Noël) - Martin Provost – Séraphine |
| Legjobb színésznő                | - Yolande Moreau – Séraphine - Catherine Frot – Le crime est notre affaire - Kristin Scott Thomas – Oly sokáig szerettelek (Il y a longtemps que je t'aime) - Tilda Swinton – Julia - Sylvie Testud – Sagan |
| Legjobb színész                  | - Vincent Cassel – Halálos közellenség – Public Enemy (Mesrine: L'instinct de mort) - François-Xavier Demaison – Coluche, l'histoire d'un mec - Guillaume Depardieu – Versailles - Albert Dupontel – Deux jours à tuer - Jacques Gamblin – Hátralévő életed első napja (Le premier jour du reste de ta vie) |
| Legjobb mellékszereplő színésznő | - Elsa Zylberstein – Oly sokáig szerettelek (Il y a longtemps que je t'aime) - Jeanne Balibar – Sagan - Anne Consigny – Karácsonyi történet (Un conte de Noël) - Edith Scob – Nyári időszámítás (L'heure d'été) - Karin Viard – Párizs (Paris) |
| Legjobb mellékszereplő színész   | - Jean-Paul Roussillon – Karácsonyi történet (Un conte de Noël) - Benjamin Biolay – Stella - Claude Rich – Aide-toi, le ciel t'aidera - Pierre Vaneck – Deux jours à tuer - Roschdy Zem – A monacói lány (La fille de Monaco) |
| Legígéretesebb fiatal színésznő  | - Déborah François – Hátralévő életed első napja (Le premier jour du reste de ta vie) - Marilou Berry – Vilaine - Louise Bourgoin – A monacói lány (La fille de Monaco) - Anaïs Demoustier – Felnőttek (Les grandes personnes) - Léa Seydoux – Francia szépség (La belle personne) |
| Legígéretesebb fiatal színész    | - Marc-André Grondin – Hátralévő életed első napja (Le premier jour du reste de ta vie) - Ralph Amoussou – Aide-toi, le ciel t'aidera - Laurent Capelluto – Karácsonyi történet (Un conte de Noël) - Grégoire Leprince-Ringuet – Francia szépség (La belle personne) - Pio Marmai – Hátralévő életed első napja (Le premier jour du reste de ta vie) |
| Legjobb operatőr                 | - Laurent Brunet – Séraphine - Robert Gantz – Halálos közellenség – Public Enemy (Mesrine: L'instinct de mort) - Eric Gautier – Karácsonyi történet (Un conte de Noël) - Agnès Godard – Otthon az úton (Home) - Tom Stern – Külvárosi mulató (Faubourg 36) |
| Legjobb vágás                    | - Sophie Reine – Hátralévő életed első napja (Le premier jour du reste de ta vie) - Laurence Briaud – Karácsonyi történet (Un conte de Noël) - Robin Campillo és Stéphanie Léger – Az osztály (Entre les murs) - Francine Sandberg – Párizs (Paris) - Hervé Schneid és Bill Pankow – Halálos közellenség – Public Enemy (Mesrine: L'instinct de mort) |
| Legjobb eredeti forgatókönyv     | - Marc Abdelnour és Martin Provost – Séraphine - Rémi Bezançon – Hátralévő életed első napja (Le premier jour du reste de ta vie) - Dany Boon, Franck Magnier és Alexandre Charlot – Isten hozott az Isten háta mögött (Bienvenue chez les Ch'tis) - Philippe Claudel – Oly sokáig szerettelek (Il y a longtemps que je t'aime) - Arnaud Desplechin és Emmanuel Bourdieu – Karácsonyi történet (Un conte de Noël)                                                                                                 |
| Legjobb adaptáció                | - Lafaurie, Laurent Cantet, François Begaudeau és Robin Campillo – Az osztály (Entre les murs) - Eric Assous, François d'Epenoux és Jean Becker – Deux jours à tuer - Clémence de Biéville, François Caviglioli és Nathalie – Le crime est notre affaire - Christophe Honoré és Gilles Taurand – Francia szépség (La belle personne) - Abdel Raouf Dafri és Jean-François Richet – Halálos közellenség – Public Enemy (Mesrine: L'instinct de mort)                                                               |
| Legjobb filmzene                 | - Michael Galasso – Séraphine - Jean-Louis Aubert – Oly sokáig szerettelek (Il y a longtemps que je t'aime) - Marco Beltrami és Marcus Trumpp – Halálos közellenség – Public Enemy (Mesrine: L'instinct de mort) - Sinclair – Hátralévő életed első napja (Le premier jour du reste de ta vie) - Reinhardt Wagner – Külvárosi mulató (Faubourg 36) |
| Legjobb hang                     | - Jean Minondo, Gérard Hardy, Alexandre Widmer, Loïc Prian, François Groult és Hervé Buirette – Halálos közellenség – Public Enemy (Mesrine: L'instinct de mort) - Jean-Pierre Laforce, Nicolas Cantin és Sylvain Malbrant – Karácsonyi történet (Un conte de Noël) - Olivier Mauvezin, Agnès Ravez és Jean-Pierre Laforce – Az osztály (Entre les murs) - Daniel Sobrino, Roman Dymny és Vincent Goujon – Külvárosi mulató (Faubourg 36) - Philippe Vandendriessche, Emmanuel Croset és Ingrid Ralet – Séraphine |
| Legjobb díszlet                  | - Thierry François – Séraphine - Emile Ghigo – Halálos közellenség – Public Enemy (Mesrine: L'instinct de mort) - Yvan Niclass – Otthon az úton (Home) - Jean Rabasse – Külvárosi mulató (Faubourg 36) - Olivier Raoux – Elhúztak a felnőttek, miénk a pálya (Les enfants de Timpelbach) |
| Legjobb jelmez                   | - Madeline Fontaine – Séraphine - Pierre-Jean Larroque – Kémnők (Les femmes de l'ombre) - Virgine Montel – Halálos közellenség – Public Enemy (Mesrine: L'instinct de mort) - Nathalie du Roscoät – Sagan - Carine Sarfati – Külvárosi mulató (Faubourg 36) |
| Legjobb elsőfilm                 | - Oly sokáig szerettelek (Il y a longtemps que je t'aime), rendezte: Philippe Claudel - Bűntelenül (Pour elle), rendezte: Fred Cavayé - Mascarades, rendezte: Lyes Salem - Otthon az úton (Home), rendezte: Ursula Meier - Versailles, rendezte: Pierre Schoeller |
| Legjobb dokumentumfilm           | - Les plages d'Agnès, rendezte: Agnès Varda - A modern élet (La vie moderne), rendezte: Raymond Depardon - J'irai dormir à Hollywood, rendezte: Antoine de Maximy - Neve: Sabine (Elle s'appelle Sabine), rendezte: Sandrine Bonnaire - Tabarly, rendezte: Pierre Marcel |
| Legjobb rövidfilm                | - Morzsák (Les miettes), rendezte: Pierre Pinaud - Les paradis perdus, rendezte: Hélier Cisterne - Skhizein, rendezte: Jérémy Clapin - Taxi Wala, rendezte: Lola Frederich - Une leçon particulière, rendezte: Raphaël Chevènement |
| Legjobb külföldi film            | - Libanoni keringő (Vals Im Bashir (ואלס עם באשיר)), rendezte: Ari Folman ( ISR, FRA, DEU, USA) - Eldorado, rendezte: Bouli Lanners ( BEL, FRA) - Gomorra, rendezte: Matteo Garrone ( ITA) - Két szerető (Two lovers), rendezte: James Gray ( USA) - Lorna csendje (Le silence de Lorna), rendezte: Jean-Pierre és Luc Dardenne ( BEL, FRA, ITA, DEU) - Út a vadonba (Into the Wild), rendezte: Sean Penn ( USA) - Vérző olaj (There will be blood), rendezte: Paul Thomas Anderson ( USA)                        |
| Tiszteletbeli César:             | - Dustin Hoffman |

## Többszörös jelölések és elismerések
A statisztikában a különdíjak nem lettek figyelembe véve.
| Jelölés | Díj | Magyar cím                         | Eredeti cím                        |
| ------- | --- | ---------------------------------- | ---------------------------------- |
| 10      | 3   | Halálos közellenség – Public Enemy | Mesrine: L'instinct de mort        |
| 9       | 7   | Séraphine                          | Séraphine                          |
| 9       | 3   | Hátralévő életed első napja        | Le premier jour du reste de ta vie |
| 9       | 1   | Karácsonyi történet                | Un conte de Noël                   |
| 6       | 2   | Oly sokáig szerettelek             | Il y a longtemps que je t'aime     |
| 5       | 1   | Az osztály                         | Entre les murs                     |
| 5       | 0   | Külvárosi mulató                   | Faubourg 36                        |
| 3       | 0   | –––                                | Deux jours à tuer                  |
| 3       | 0   | Francia szépség                    | La belle personne                  |
| 3       | 0   | Otthon az úton                     | Home                               |
| 3       | 0   | Párizs                             | Paris                              |
| 3       | 0   | –––                                | Sagan                              |
| 2       | 0   | –––                                | Aide-toi, le ciel t'aidera         |
| 2       | 0   | A monacói lány                     | La fille de Monaco                 |
| 2       | 0   | –––                                | Le crime est notre affaire         |
| 2       | 0   | –––                                | Versailles                         |